# Eleccions generals palestines de 2021
Les eleccions generals palestines de 2021 foren convocades per un decret de Mahmoud Abbas del 15 de gener de 2021 i suspeses de forma indefinida el 29 d'abril de 2021. Havien d'incloure eleccions legislatives que s'havien de celebrar inicialment el 22 de maig de 2021, eleccions presidencials el 31 de juliol i les eleccions al Consell Nacional Palestí el 31 d'agost de 2021. Hamàs va donar la benvinguda a l'anunci. Segons Hanna Nasser, presidenta de la Comissió Electoral Central Palestina, "hi poden votar uns dos milions de palestins a Jerusalem, Cisjordània i la Franja de Gaza".
Les eleccions s'havien programat prèviament entre febrer i març de 2021 i anteriorment s'havien de celebrar a l’abril i a l’octubre de 2014 per lacord entre Fatah i Hamàs a Gaza l’abril de 2014. Tot i així, les eleccions es van endarrerir indefinidament. L'octubre de 2017, Hamàs i Fatah van signar un acord de reconciliació en què Hamàs va acordar dissoldre el govern d'unitat a Gaza i celebrar eleccions generals a finals del 2018 però les eleccions de nou no es van celebrar. Mahmoud Abbas va anunciar el 26 de setembre de 2019 en un discurs celebrat a l'Assemblea General de les Nacions Unides que tenia la intenció de fixar una data per a les eleccions un cop tornés a Cisjordània. Hamàs va respondre indicant que està preparat per celebrar eleccions generals però el 6 de novembre Hamàs i el Gihad Islàmic Palestí van rebutjar les condicions d'Abbas per celebrar les eleccions, que obligaven els candidats a reconèixer els acords signats per l'OLP per a poder córrer-hi. L'11 de novembre de 2019, Abbas va dir que no hi hauria noves eleccions palestines si no inclouen l'est de Jerusalem i la franja de Gaza. El 26 de novembre de 2019, Hamàs va confirmar que havia acordat amb la Comissió Electoral Central Palestina participar en les eleccions i que Hamàs no acceptarà l'exclusió de Jerusalem en cap cas. Abbas va anunciar a principis de desembre que les eleccions tindran lloc d'aquí a uns mesos. El 10 de desembre de 2019, l'Autoritat Palestina va demanar a Israel que permetés als residents de Jerusalem Est votar a les eleccions previstes, una petició que els funcionaris israelians van dir que ara aniria al gabinet de seguretat.

## Antecedents
Mahmoud Abbas fou elegit president de l'Autoritat Nacional Palestina el 9 de gener de 2005, per un mandat de quatre anys que finalitzà el 9 de gener de 2009. Les darreres eleccions al Consell Legislatiu palestí es van celebrar el 25 de gener del 2006. No hi ha hagut noves eleccions ni per al president ni per a la legislatura d'ençà d’aquestes dues eleccions; les eleccions democràtiques a l’Estat de Palestina des d’aquestes dates han estat només per a càrrecs locals.

### Conflicte Fatah-Hamàs
El setembre de 2008 es va suggerir que el mandat d'Abbas s'allargués un any o que es dissolgués el Consell Legislatiu Palestí un any abans per celebrar les dues eleccions al mateix temps. Hamàs es va oposar a la celebració d'eleccions simultànies, argumentant que les eleccions presidencials s'haurien d'haver celebrat el gener del 2009 i les eleccions parlamentàries del 2010. Hamas també va afirmar que el president del Consell Legislatiu palestí, Aziz al-Dewik, que és membre de Hamàs, es va convertir en el president palestí després que finalitzés el mandat d'Abbas el 9 de gener de 2009, fins que se celebrin noves eleccions.
Fatah va argumentar que les eleccions s'haurien d'haver celebrat el gener del 2010, atès que la llei electoral palestina preveu la celebració simultània d'eleccions presidencials i legislatives als consells legislatius, quatre anys després de la data de la posterior. Atès que les eleccions al consell legislatiu es van celebrar el 2006 (un any després de les eleccions presidencials), les noves eleccions per a tots dos haurien d'haver-se celebrat el gener del 2010. En les converses de reconciliació celebrades al Caire, Egipte el març del 2009, Hamàs i Fatah van acordar celebrar les eleccions el 25 de gener del 2010. Al final, a causa del conflicte entre Fatah i Hamàs, el tema de les noves eleccions va continuar sense resoldre's.
El febrer de 2010 es van convocar eleccions locals a Cisjordània i la Franja de Gaza per al juliol de 2010. El govern palestí de Cisjordània va decidir ajornar les eleccions, argumentant que volia salvaguardar la "unitat nacional". El desembre de 2010, l' Alt Tribunal de Justícia palestí va dictaminar que, un cop el gabinet convoqués les eleccions, no té autoritat per cancel·lar-les. Després d'haver estat posposades diverses vegades, les eleccions locals van tenir lloc a l'octubre i novembre de 2012 i només a Cisjordània.

### Provatures de resoldre el problema electoral
Les eleccions presidencials i parlamentàries a l'Autoritat Palestina es van ajornar diverses vegades a causa de disputes polítiques palestines entre Fatah i Hamàs, partir de la data original del 17 de juliol de 2010.
El febrer de 2011, després de la renúncia de Saeb Erekat com a negociador en cap amb Israel per al procés de pau israeliano-palestí després de l'alliberament dels Palestina Papers que van ser durament crítics amb les concessions de l'OLP, el Comitè Executiu de l'OLP va anunciar la intenció de celebrar eleccions anteriors a l’octubre. Abbas va seguir l'anunci amb crides a "l'esperit del canvi a Egipte" per inspirar la unitat palestina. El seu ajudant Yasser Abed Rabbo va dir: "La direcció palestina va decidir celebrar eleccions presidencials i legislatives al setembre. Insta a totes les parts a deixar de banda les seves diferències ".
Fawzi Barhoum, portaveu de Hamàs, va dir que Abbas no té la legitimitat per fer la convocatòria electoral. "Hamàs no participarà en aquestes eleccions. No li donarem legitimitat. I no reconeixerem els resultats ".
A l'octubre de 2011, Abbas va enviar una proposta a Hamàs per a unes altres eleccions generals, preferentment que se celebressin a principis de 2012. Es va suggerir que Hamàs estaria més disposat a participar en altres eleccions després de l'intercanvi de presos de Gilad Shalit, que va impulsar la posició d'Hamàs a Gaza. El novembre de 2011, es va acordar preliminarment una data electoral el 4 de maig de 2012. Tanmateix, a causa de més disputes, les eleccions no es van poder celebrar en aquesta data.
El 20 de desembre de 2013, Hamàs va demanar a l'Autoritat Palestina que formés un govern d'unitat nacional de sis mesos que finalment celebraria les eleccions generals tan endarrerides. Després de l'actualització de l'estat de les Nacions Unides de Palestina a un estat observador no membre, es va proposar que les eleccions generals de l'estat seguissin el 2013, en línia amb les converses d'unitat de Fatah i Hamàs. L'abril de 2014 es va arribar a un acord entre Fatah i Hamàs per formar un govern d'unitat, que va tenir lloc el 2 de juny de 2014, i que les eleccions generals tinguessin lloc dins dels 6 mesos posteriors a l'acord.

## Suspensió de les eleccions
L’11 de novembre de 2019, Abbas va dir que no hi hauria noves eleccions palestines si aquestes no inclouen Jerusalem est i la Franja de Gaza. El 26 de novembre de 2019, Hamàs va confirmar que havia acordat amb la Comissió Electoral Central Palestina participar en les eleccions i que Hamàs no acceptaria l'exclusió de Jerusalem en cap cas. Abbas va anunciar a principis de desembre que les eleccions tindrien lloc al cap d'uns mesos. El 10 de desembre de 2019, l'Autoritat Palestina va demanar a Israel que permetés als residents de Jerusalem Oriental votar a les eleccions previstes, una sol·licitud que els funcionaris israelians van dir que aniria al gabinet de seguretat. El 2020, Fatah i Hamas van acordar eleccions entre febrer i març del 2021.
El 14 de març de 2021, un funcionari de l'Autoritat Palestina va dir que els residents àrabs de Jerusalem participarien a les eleccions generals palestines. No obstant això, un alt funcionari del govern israelià va dir que encara no s'havia pres cap decisió. Abbas i altres funcionaris palestins havien dit en el passat que no hi hauria eleccions sense la participació dels residents àrabs de Jerusalem. La UE va sol·licitar permís a Israel per observar les eleccions a Jerusalem, però segons un portaveu de la Comissió Europea el 19 d'abril de 2021, "Malgrat el contacte continuat amb les autoritats israelianes, durant les darreres set setmanes encara no s'ha rebut cap resposta que concedeixi accés". El 21 d'abril de 2021, el portaveu presidencial Nabil Abu Rudeineh va destacar "el compromís de la direcció de dur a terme eleccions palestines d'acord amb els decrets presidencials i les dates especificades". El 29 d'abril de 2021, Hamàs va rebutjar la idea d'ajornar les eleccions i va rebutjar assistir a la reunió amb l'especulació que el partit Fatah de Mahmoud Abbas intentaria retardar-les o cancel·lar-les. Hamas va dir que per votar a Jerusalem Est no es necessita permís israelià.

### Reaccions
Hamàs va dir que "Vam rebre amb tristesa la decisió del grup Fatah i de l'Autoritat Palestina representada a través del seu president, Mahmoud Abbas, de suspendre les eleccions palestines". i va anomenar el pas "un cop d'estat contra la via de l'associació nacional i del consens".
El cap de política exterior de la UE, Josep Borrell, va dir que "La decisió d'ajornar les eleccions palestines previstes, incloses les eleccions legislatives previstes inicialment per al 22 de maig, és profundament decebedora", que "animem fermament tots els actors palestins a reprendre els esforços per aprofitar les converses reeixides entre les faccions dels darrers mesos. S'hauria d'establir sense demora una nova data per a les eleccions " i "Reiterem la nostra crida a Israel perquè faciliti la celebració d'aquestes eleccions a tot el territori palestí, inclòs a Jerusalem Est".
El coordinador especial de les Nacions Unides per al Procés de Pau a l'Orient Mitjà, Tor Wennesland, va dir en un comunicat: "La celebració d'eleccions transparents i inclusives a tot el territori palestí ocupat, inclòs a Jerusalem Est, tal com s'estipula en acords previs, continua sent essencial per renovar la legitimitat i la credibilitat de Institucions palestines i obrir el camí per restablir la unitat nacional palestina. Això també establirà el camí cap a negociacions significatives per acabar amb l’ocupació i aconseguir una solució de dos estats basada en les resolucions de l’ONU, el dret internacional i els acords anteriors. Establir un nou i oportú la data de les eleccions seria un pas important per tranquil·litzar el poble palestí que les seves veus seran escoltades ".

## Canvis en la llei electoral
El 2007, el president Mahmoud Abbas, del partit Fatah, va canviar unilateralment les lleis electorals del 2005 passant a ser la meitat elegida proporcionalment i la meitat a la circumscripció electoral. Va insistir que podria emetre el canvi per decret sempre que el Consell Legislatiu palestí no pogués reunir-se.
La mesura es va veure com una aposta per disminuir les possibilitats de Hamàs en les properes eleccions. Hamàs, que controla el PLC, va declarar il·legal la mesura.

## Eleccions presidencials
Fatah va renomenar Abbas com el seu candidat per a les properes eleccions presidencials a principis de juny de 2008, encara que els informes del desembre suggerien que no es presentaria a un segon mandat. El 28 d'octubre de 2009 van sorgir rumors de que Abbas no es presentava a un altre mandat; el 5 de novembre va anunciar públicament la seva intenció de no optar a la reelecció, tot i que va dir que es quedaria fins a les properes eleccions presidencials.

## Resultats
El Consell Legislatiu Palestí compta amb 132 escons (67 per a la majoria).
| Partit                                                    | Líder             | Sufragis | Sufragis | Escons   | Escons |
| Partit                                                    | Líder             | Vots     | %        | Diputats | %      |
| --------------------------------------------------------- | ----------------- | -------- | -------- | -------- | ------ |
| Hamàs                                                     | Ismail Haniyeh    | 0        |          |          |        |
| Moviment d'Alliberament Nacional Palestí (Fatah)          | Mahmoud Abbas     | 0        |          |          |        |
| Front Popular per a l'Alliberament de Palestina (PFLP)    | Ahmad Sa'adat     | 0        |          |          |        |
| Iniciativa Nacional Palestina (INP)                       | Mustafa Barghouti | 0        |          |          |        |
| Tercera Via                                               | Salam Fayyad      | 0        |          |          |        |
| Front Democràtic per a l'Alliberament de Palestina (FDAP) | Nayef Hawatmeh    | 0        |          |          |        |
| Partit del Poble Palestí (PPP)                            | Bassam Al-Salhi   | 0        |          |          |        |